# Nezumia liolepis
Nezumia liolepis es una especie de pez de la familia Macrouridae en el orden de los Gadiformes.

## Morfología
Los machos pueden llegar alcanzar los 30 cm de longitud total.

## Hábitat
Es un pez de aguas profundas que vive entre 768-1.660 m de profundidad.

## Distribución geográfica
Se encuentra en la Península de Baja California y el Golfo de California.